# 청주국제공항
청주국제공항(淸州國際空港, 영어: Cheongju International Airport, IATA: CJJ, ICAO: RKTU)은 충청북도 청주시 청원구 내수읍에 있는 국제공항이자 군사 전용 공항으로 충청권의 유일한 공항이며 전시(戰時)에는 인천국제공항과 김포국제공항 등의 업무를 인수해 운영된다.

## 역사
제17전투비행단에서 운용하는 군 관할 공항으로 1978년 9월에 개항했고, 제29전술개발훈련비행전대도 같이 있다. 민간 공항으로서는 1997년 4월 28일에 개항했다.
현재 국내선은 제주 노선이, 국제선은 타이베이, 베이징, 옌지 등의 노선이 운영 중이며, 지방 14개 공항 중 처음으로 화물기 취항을 시작하였다. 공항의 운영 적자 때문에 2009년 3월에 이명박 정부가 민간매각 대상으로 선정했으나, 공항 운영권 문제를 둘러싼 논란 끝에 2013년 1월 한국공항공사가 계약을 해지하고 계속 운영하고 있다.
청주국제공항은 2008년부터 시행된 24시간 공항운영과 2015년 4월부터 실시한 120시간 무비자환승공항 지정 등으로 공항 이용객이 지속적으로 증가하여 2015년에 연간 이용객이 2백만 명을 넘었고, 2016년에는 270만 명을 넘었다.
2016년 2월 4일부터 A380과 같은 날개폭이 65m 이상인 F급 대형 항공기가 기상 악화 등으로 인천국제공항이나 김포국제공항에 착륙하지 못할 때 이착륙할 수 있는 대체공항으로 지정되었다.

## 연혁

### 1970년대
- 1978년 9월: 대한민국 공군 청주 비행장 개항

### 1980년대
- 1984년 4월: 충청북도 청원군에 수도권 신공항 건설을 유력 검토.[6]
- 1988년 3월: 중부권의 민·군 공용공항으로 계획이 축소[7]

### 1990년대
- 1992년 3월: 1,390억원을 투입하여 민항용 활주로를 신설하고, 계류장, 여객청사, 주차장 등을 건설하는 공사를 착공
- 1997년 4월 28일
  - 청주국제공항 개항
  - 아시아나항공, 제주 노선 신규 취항
- 1997년 4월 29일
  - 대한항공, 제주 노선 신규 취항
  - 아시아나항공, 부산 - 오사카 노선 신규 취항
- 1997년 4월 30일
  - 아시아나항공, 부산 - 사이판 노선 신규 취항
  - 대한항공, 부산 노선 신규 취항
  - 대한항공, 부산 - 괌 노선 신규 취항
- 1997년 8월 6일
  - 대한항공, 801편 추락사고의 영향으로 부산 - 괌 노선 단항
  - 대한항공, 부산 - 나고야 노선 신규 취항
- 1997년 10월
  - 7~8%의 저조한 탑승률의 영향으로, 부산 경유 발 국제선 단항
  - 부산노선 단항
- 1997년 12월: IMF 사태로 아시아나항공, 제주노선 무기한 단항
- 1999년 12월: 아시아나항공, 제주노선 재취항

### 2000년대
- 2000년 9월 1일
  - 충북선에 청주공항역을 신설하여 공항 접근성 향상
  - 공항 활성화를 위해 개항공항으로 지정되어 출입허가 절차 및 수수료 폐지
- 2003년 12월: 화물청사 개관
- 2005년 8월: 대한민국 첫 저비용 항공사인 한성항공이 국내 처음으로 제주 노선 취항
- 2008년 5월: 한성항공, 제주 노선 단항

### 2010년대
- 2011년 9월 23일: 전국 14개 지방 공항 가운데 처음으로 화물기 운항 시작[8]
- 2012년 2월 1일: 전국 공항 최초로 민간 회사인 청주공항관리 주식회사가 30년간 공항운영을 맡는 '청주공항 운영권 매각 계약' 체결[9]
- 2013년 1월 16일: 1년여의 논란 끝에 한국공항공사가 '청주공항 운영권 매각 계약'을 해지하고 청주국제공항 운영권을 회수
- 2015년: 연간 이용객 수 200만명 돌파
- 2016년: 4개 대형 공항(인천, 제주, 김포, 김해)과 광주공항 외에 대한민국 공항 중 최초로 연간 이용객 수가 270만명을 돌파하였고, 개항 20년만에 첫 흑자 기록
- 2018년: 국내선 청사 리모델링 확장

### 2020년대
- 2020년 2월 8일: 코로나19 범유행으로 모든 국제선 중단
- 2020년 4월 25일: 티웨이항공, 제주 노선 신규취항
- 2020년 10월 8일: 에어서울, 제주 노선 신규 취항
- 2021년 4월: 에어로케이, 제주 노선 신규 취항

## 운항 노선

### 국제선
| 항공사               | 목적지                                                                                                   |
| -------------------- | --- |
| 에어로케이           | 다낭, 도쿄(나리타), 마닐라, 삿포로(신치토세), 오비히로, 세부, 오사카(간사이), 클라크, 타이베이(타오위안) |
| 이스타항공           | 옌지, 장자제, 타이베이(타오위안), 푸꾸옥, 하얼빈                                                         |
| 티웨이항공           | 나트랑, 다낭, 방콕(돈므앙), 옌지, 오사카(간사이), 울란바타르, 타이베이(타오위안), 후쿠오카               |
| 중국남방항공         | 옌지 |
| 룽에어               | 장자제                                                                                                   |
| 쓰촨항공             | 장자제                                                                                                   |
| 홍콩 익스프레스 항공 | 홍콩(첵랍콕)                                                                                             |

### 국내선
| 항공사       | 목적지 |
| ------------ | ------ |
| 대한항공     | 제주   |
| 아시아나항공 | 제주   |
| 에어로케이   | 제주   |
| 이스타항공   | 제주   |
| 제주항공     | 제주   |
| 진에어       | 제주   |
| 티웨이항공   | 제주   |

## 이용객 추이

### 전체
| 연도       | 1997년    | 1998년    | 1999년    | 2000년    | 2001년    | 2002년    | 2003년    | 2004년    | 2005년    | 2006년    |
| ---------- | --------- | --------- | --------- | --------- | --------- | --------- | --------- | --------- | --------- | --------- |
| 운항(편수) | 3,395     | 1,852     | 1,988     | 3,588     | 4,138     | 4,478     | 5,687     | 6,622     | 7,085     | 8,868     |
| 여객 (명)  | 370,743   | 299,904   | 353,728   | 528,726   | 606,108   | 634,066   | 761,148   | 821,259   | 857,269   | 999,563   |
|            | 2007년    | 2008년    | 2009년    | 2010년    | 2011년    | 2012년    | 2013년    | 2014년    | 2015년    | 2016년    |
| 운항(편수) | 9,286     | 9,925     | 8,879     | 9,185     | 9,082     | 9,159     | 9,579     | 11,633    | 14,153    | 17,418    |
| 여객 (명)  | 1,032,484 | 1,042,512 | 1,023,532 | 1,296,842 | 1,337,791 | 1,308,994 | 1,378,604 | 1,702,538 | 2,118,492 | 2,732,755 |
|            | 2017년    | 2018년    | 2019년    | 2020년    | 2021년    | 2022년    | 2023년    |           |           |           |
| 운항(편수) | 15,825    | 15,683    | 18,648    | 13,625    | 17,425    | 18,516    | 22,547    |           |           |           |
| 여객 (명)  | 2,571,551 | 2,453,649 | 3,009,051 | 1,970,863 | 2,628,257 | 3,174,649 | 3,695,812 |           |           |           |

- 개항 초기 3년간 이용객이 30만 명 대에 불과했으나, 이후 점진적으로 이용객이 늘어 2007년에 연간 이용객이 100만 명을 돌파하였고, 2015년에 200만 명, 2019년에 300만 명을 돌파하였다.

### 국내선
| 연도       | 2000년    | 2001년    | 2002년    | 2003년    | 2004년    | 2005년    | 2006년    | 2007년    | 2008년    | 2009년    |
| ---------- | --------- | --------- | --------- | --------- | --------- | --------- | --------- | --------- | --------- | --------- |
| 운항(편수) | 3,159     | 3,370     | 3,928     | 4,815     | 5,706     | 6,084     | 7,358     | 7,736     | 8,716     | 8,624     |
| 여객 (명)  | 497,272   | 549,112   | 592,558   | 686,671   | 744,101   | 756,220   | 865,815   | 871,551   | 916,738   | 991,331   |
|            | 2010년    | 2011년    | 2012년    | 2013년    | 2014년    | 2015년    | 2016년    | 2017년    | 2018년    | 2019년    |
| 운항(편수) | 8,096     | 7,755     | 7,867     | 7,927     | 8,269     | 10,331    | 13,009    | 14,246    | 12,815    | 14,713    |
| 여객 (명)  | 1,165,716 | 1,188,158 | 1,165,030 | 1,163,405 | 1,235,850 | 1,610,861 | 2,118,695 | 2,385,611 | 2,135,560 | 2,513,438 |
|            | 2020년    | 2021년    | 2022년    | 2023년    |           |           |           |           |           |           |
| 운항(편수) | 13,205    | 17,425    | 18,494    | 18,892    |           |           |           |           |           |           |
| 여객 (명)  | 1,922,752 | 2,628,257 | 3,172,099 | 3,173,779 |           |           |           |           |           |           |

- 국내선 이용객 수가 2015년에 광주공항을, 2016년에 대구국제공항을 제쳐서 제주, 김포, 김해에 이어 국내선 이용객 수 기준 4위 공항이 되었다.

### 국제선
| 연도       | 2000년  | 2001년  | 2002년  | 2003년  | 2004년  | 2005년  | 2006년  | 2007년  | 2008년  | 2009년  |
| ---------- | ------- | ------- | ------- | ------- | ------- | ------- | ------- | ------- | ------- | ------- |
| 운항(편수) | 429     | 768     | 550     | 872     | 916     | 1,001   | 1,510   | 1,550   | 1,209   | 255     |
| 여객 (명)  | 31,454  | 56,996  | 41,508  | 74,477  | 77,158  | 101,049 | 133,748 | 160,933 | 125,774 | 32,201  |
|            | 2010년  | 2011년  | 2012년  | 2013년  | 2014년  | 2015년  | 2016년  | 2017년  | 2018년  | 2019년  |
| 운항(편수) | 1,089   | 1,327   | 1,292   | 1,652   | 3,364   | 3,822   | 4,409   | 1,579   | 2,868   | 3,935   |
| 여객 (명)  | 131,126 | 149,633 | 143,964 | 215,199 | 466,688 | 507,631 | 614,060 | 185,940 | 318,089 | 495,613 |
|            | 2020년  | 2021년  | 2022년  | 2023년  |         |         |         |         |         |         |
| 운항(편수) | 420     | 0       | 22      | 3,655   |         |         |         |         |         |         |
| 여객 (명)  | 48,111  | 0       | 2,550   | 522,033 |         |         |         |         |         |         |

- 2017년 국제선 여객 수가 중화인민공화국의 사드 보복으로 인해 2016년(61만4천 명)의 3분의 1에도 못 미치는 18만6천 명으로 줄었다.[19][20]

## 교통
- 청주공항 시외버스 정류소
- 충북선 청주공항역

## 계획
충청북도는 대형 항공기의 원활한 이착륙을 위해 북쪽 활주로 추가 포장, 평행유도로 신설 등 여러 사업을 추진하고 있으며, 미국·유럽 등 장거리 국제노선(특히 화물노선) 개설을 위해 현재 2744 m인 북쪽 활주로(06L/24R)의 길이를 3200 m로 늘리는 활주로 연장 사업을 정부에 요청하고 있다. 정부는 그동안 경제적 타당성이 낮다는 이유로 활주로 연장 사업을 거절해 왔으나, 2016년 청주공항이 F급 대형 항공기 대체공항으로 지정되어 2020년에 실시될 활주로 연장사업의 타당성 조사에서는 긍정적인 결론이 도출될 것으로 기대되고 있다.

## 명칭 변경 논란
2006년에 충청북도가 청주국제공항을 '반기문 국제공항'으로 공항 이름을 변경할 것을 내부 검토한 게 알려져 논란이 있었고, 비슷한 시기에 대전광역시가 청주공항 이용객의 60% 이상이 대전 주민이라는 이유로 공항 이름에 대전을 병기해 '청주·대전 국제공항'으로 변경할 것을 건의하기도 했다.

## 같이 보기
- 대한민국의 공항
- 청주국제공항의 시외버스